# Spiroplasma sabaudiense
Spiroplasma sabaudiense è una specie di batterio appartenente alla famiglia delle Spiroplasmataceae.